# Ioannis Koufis
Ioannis Koufis (griechisch Ιωάννης Κουφίς, englisch John Koufis, * 28. Juni 1965 in Lansing, Michigan) ist ein ehemaliger US-amerikanisch-griechischer Eishockeyspieler, der beim griechischen Rekordmeister Iptameni Pagodromi Athen spielte.

## Karriere
Ioannis Koufis wurde in Lansing, der Hauptstadt des US-Bundesstaates Michigan, geboren. Von 2007 bis 2013 spielte er für den griechischen Rekordmeister Iptameni Pagodromi Athen in der griechischen Eishockeyliga. Mit dem Klub gewann er 2008, 2009, 2010 und 2013 den griechischen Meistertitel. Nach dem vierten Titelgewinn beendete er im Alter von knapp 45 Jahren seine aktive Karriere.

### International
Mit der Herren-Nationalmannschaft spielte Koufis zunächst 2008 bei der Qualifikation und dann auch bei der Weltmeisterschaft der Division III. Auch 2009, 2010, 2012 und 2013 spielte er in der Division III, wobei er 2013 mit den Griechen erneut durch die Qualifikation musste und dabei als Topscorer und Torschützenkönig sowie mit der besten Plus/Minus-Bilanz entscheidenden Anteil daran hatte, dass die Griechen sich für das Hauptturnier der Division III qualifizierten.

## Erfolge und Auszeichnungen
- 2008 Griechischer Meister mit Iptameni Pagodromi Athen
- 2009 Griechischer Meister mit Iptameni Pagodromi Athen
- 2010 Griechischer Meister mit Iptameni Pagodromi Athen
- 2013 Griechischer Meister mit Iptameni Pagodromi Athen

### International
- 2013 Qualifikation für die Division III bei der Qualifikation zur Weltmeisterschaft der Division III
- 2013 Topscorer der Qualifikation für die Weltmeisterschaft der Division III
- 2013 Bester Torschütze der Qualifikation für die Weltmeisterschaft der Division III
- 2013 Beste Plus/Minus-Bilanz der Qualifikation für die Weltmeisterschaft der Division III